# Consonante silábica

Línea vertical debajo

Una consonante silábica es una consonante que puede aparecer como núcleo silábico, y a menudo es el único sonido de la sílaba. El AFI indica estas consonantes mediante un diacrítico consistente en una vírgula vertical bajo la consonante. Excepcionalmente este diacrítico se escribe sobre la consonante si el símbolo de la consonante segmental tiene una modificación descendente como por ejemplo en [ŋ̍].

## Obstruyentes silábicas
La mayor parte de las consonantes silábicas en las lenguas del mundo son sonorantes. Es mucho más raro encontrar obstruyentes que se usan como consonantes silábicas, aunque en español pueden aparecer en onomatopeyas, como sh! [ʃ̩] (orden para pedir reprobar una acción o exigir estarse quieto), sss [s̩] (el sonido de una serpiente), zzz [z̩] (el zumbido de un insecto), aunque en estos casos paralingüísticos no está claro si es posible hablar de sílabas propiamente.

## Fricativas silábicas
Cierto número de idiomas presentan fricativas silábicas, también conocidas como vocales fricativas. En el chino mandarín las sílabas pinyin sī shī rī podrían ser pronunciadas [sź̩ ʂʐ̩́ ʐʐ̩́] respectivamente, como fricativas silábicas, aunque una pronunciación con una vocal muy cerrada también puede ocurrir, [sɨ̝́ ʂɨ̝́˞ ʐɨ̝́˞]. El yi estándar de Liangshan tiene dos fricativas silábicas, [β̩, ɹ̝̍], la segunda podría incluso ser vibrante múltiple [ʙ̞̍]. 
Sinólogos y lingüistas que utilizan el análisis tradicional del chino suelen usar el término vocal apical (舌尖元音 shejian yuanyin) para describir estos sonidos y otros parecidos en chino mandarín y otras lenguas siníticas y tibetano-birmanas. Los símbolos [ɿ], [ʅ], [ʮ], [ʯ] normalmente indican estas «vocales apicales» en lugar de [z̩], [ʐ̩], [z̩ʷ], [ʐ̩ʷ], respectivamente. El término vocal apical no debería ser considerado sinónimo de «fricativa silábica», debido a que algunas fricativas silábicas no tienen un lugar de articulación apical, por ejemplo, la fricativa bilabial del yi de Liangshan [β̩].

## Ejemplos

### Lenguas germánicas
Muchos dialectos del inglés pueden usar consonantes silábicas en palabras como even [ˈiːvn̩], awful [ˈɔːfɫ̩] o rhythm [ˈɹɪðm̩], que usualmente se consideran como realizaciones de secuencias subyacentes de un schwa más una consonante (/ˈiːvən/ etc). 
En muchos dialectos de alto alemán y bajo alemán, la articulación de ciertas secuencias como consonantes silábicas es típica de muchos hablantes nativos. En alto alemán y tweants (dialecto bajo sajón de Holanda), todas las sílabas finales de los infinitivos verbales y los plurales femeninos en -en se pronuncian como consonantes silábicas. El infinitivo del alto alemán laufen 'caminar' se pronuncia como [ˈlaufn̩] y en teants loopn 'caminar' como [ˈlɔːʔm̩]. Algunos estudiosos del tweants incluso debaten si esta pronunciación debería incorporarse a la norma ortográfica por lo que existen dos formas escritas generalmente aceptadas (loopn o lopen).
En algunos dialectos noruegos y suecos, se pueden oír también consonantes silábicas, como por ejemplo en la palabra liten 'pequeño' pronunciada como [ˈlitn̩].

### Sánscrito
Los sonidos ṛ (=AFI r̩) del sánscrito (y los ḷ (=AFI [l̩]) del sánscrito védico) son consonantes silábicas, que fonológicamente son alófonos de sus contrapartes no silábicas r y l. Esta alofonía se reconstruye también para el protoindoeuropeo, donde además se supone que existían nasales y líquidas con alófonos silábicos: [r̩, l̩, m̩, n̩].

### Lenguas eslavas
Muchas lenguas eslavas tienen consonantes silábicas. Algunos ejemplos incluyen:
- La r [r] y l [l] del checo y el eslovaco, como en la frase Strč prst skrz krk 'métete el dedo en la garganta'. Además, el eslovaco también tiene versiones largas de estas consonantes silábicas, ŕ y ĺ, por ejemplo: kĺb 'articulación o punto de unión', vŕba 'sauce'
- El esloveno tiene (ortográficamente) la r [r], por ejemplo: smŕt 'muerte', vŕt 'jardín', kŕt 'topo', vŕba 'sauce'; en Baja Estiria también está vŕv 'cuerda', además de (no-ortográficamente) m, n, y l en palabras no nativas, por ejemplo Vltava[2]
- La r [r] del serbocroata, por ejemplo en: trg 'plaza o cuadra', vrh 'pico', škrt 'mezquino', y l [l], por ejemplo en: bicikl 'bicicleta', monokl 'monóculo'.
- La р [r] macedonia,  por ejemplo en: прв [ˈpr̩f] 'primero', ѕрцки [ˈd͡zr̩t͡ski] 'ojos', срце [ˈsr̩t͡sɛ] 'corazón', незадржлив [nɛˈzadr̩ʒlif] 'incontrolable', y ’рбет [ˈr̩bɛt] 'espina dorsal', ’рѓа [ˈr̩ɟa] 'óxido', ’рчи [ˈr̩t͡ʃi] 'roncar', etc.

### Cantonés
El cantonés presenta m silábica ([m̩]) y ng silábica ([ŋ̍]) que son palabras por sí mismas. La primera se usa más comúnmente con el significado 'no' (唔, [m̭̍]) mientras que la segunda se puede encontrar en la palabra para 'cinco' (五, [ŋ̬̍]) y el apellido Ng (吳, [ŋ̭̍] o 伍, [ŋ̬̍], dependiendo del tono), entre otras.

### Otros idiomas
Las lenguas bereberes, las lenguas salishanas, y las lenguas wakash son usadas a veces para ilustrar obstruyentes silábicos en el vocabulario normal, como en el nuxálk [pʰtʰkʰtsʰ], [spʰs] "viento del noreste", [sχs] "grasa de foca", [ɬqʰ] "mojado", [ťɬɬ] "seco", o [nujamɬɬɬɬ] "nosotros (ɬ) solíamos (ɬɬ) cantar (nujamɬ)".  Sin embargo, no está claro cómo se define una sílaba o el núcleo de una sílaba en estos casos, y por tanto no es claro si alguna de estas consonantes debería ser considerada silábica.
En el yoruba, las consonantes m y n se convierten en consonantes silábicas (o consonantes nasales) cuando cargan vocales-tono. Sin embargo, solo pueden ser sílabas por sí mismas, no pueden serlo siendo parte del núcleo de la sílaba.